# مسجد جلك

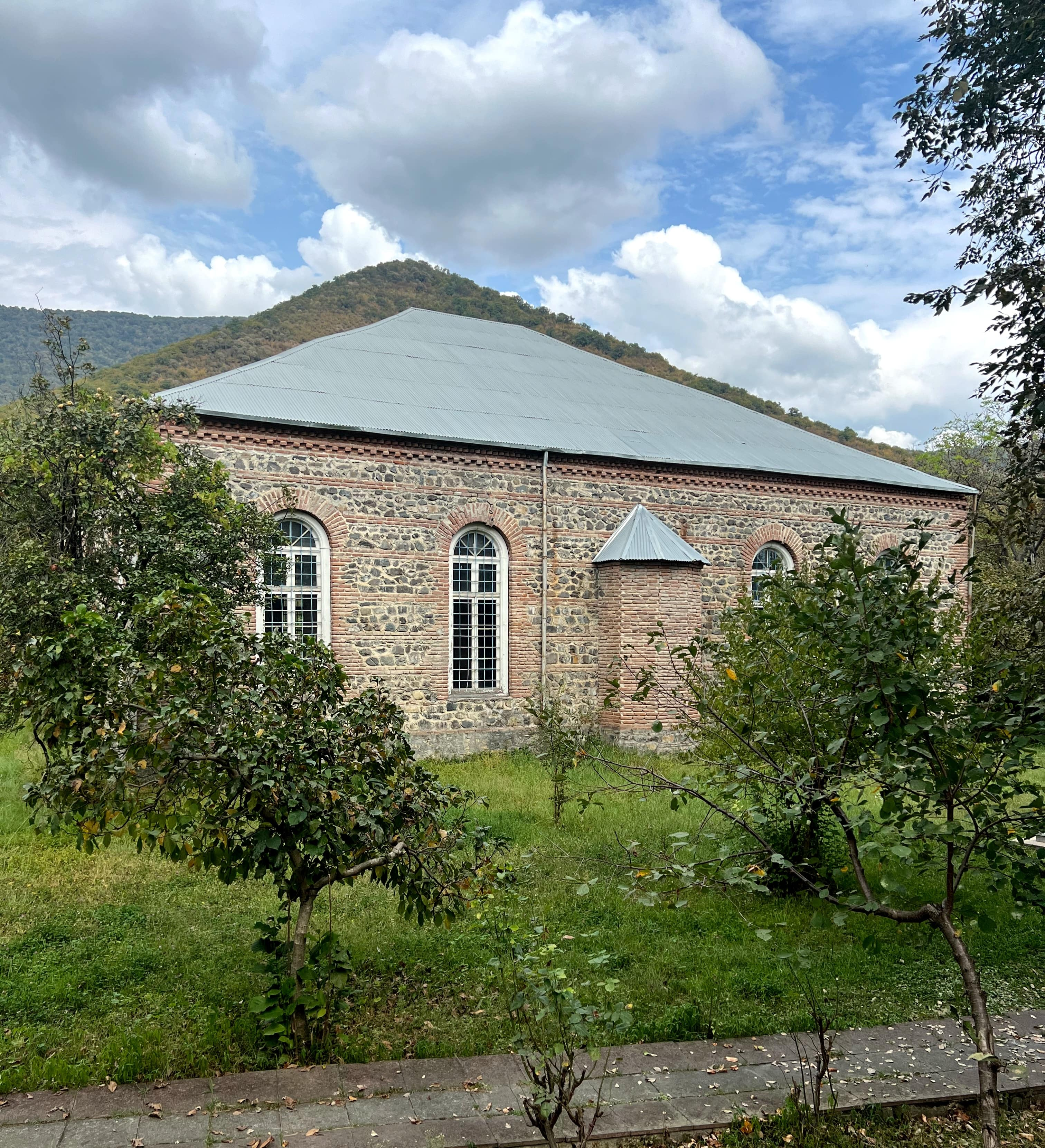

مسجد جلك المعروف أيضًا باسم مسجد جلك الجمعة، (بالاذرية: Güllük kənd məscidi) هو معلم تاريخي ومعماري يعود تاريخه إلى عام 1727. يقع المسجد في قرية جلك التابعة لقضاء قاخ في أذربيجان. تم إدراج المسجد ضمن قائمة المعالم التاريخية والثقافية غير المنقولة ذات الأهمية المحلية بموجب القرار رقم 132 الصادر عن مجلس وزراء جمهورية أذربيجان في 2 أغسطس 2001.

## نبذة عن المسجد
بُني مسجد جلك عام 1727 بدعم من السكان المحليين في قرية جلك، الواقعة في قضاء قاخ بأذربيجان. يحتوي النقش على واجهة المسجد على تاريخ إنشائه ويذكر أن بناءه تم في السنة 1139 للهجرة بواسطة الجنيقي. تعرض المسجد لأضرار وأعمال ترميم متعددة، وكان آخر ترميم له في القرن التاسع عشر على يد البنّاء محمد إلداروغلو من إليسو، حيث تلقى دعمًا ماليًا من الحاج زین العابدين تقييف لشراء مواد السقف.
يوجد في ساحة المسجد عدة قبور وضريح. يقع ضريح "أخوند بابا" في اتجاه القبلة. يتكون الضريح من قبر مربع الشكل مصنوع من أحجار النهر. كما يُدفن فيه عباس أفندي الذي توفي عام 1704.

## الفترة السوفيتية
بعد الاحتلال السوفيتي لأذربيجان، بدأت حملة رسمية ضد الدين عام 1928. في ديسمبر من ذلك العام، حولت الحزب الشيوعي الأذربيجاني العديد من المساجد والكنائس والمعابد إلى أندية تعليمية. كان هناك 3,000 مسجد في أذربيجان عام 1917، وانخفض هذا العدد إلى 17 فقط بحلول عام 1933. خلال هذه الفترة، أُغلق مسجد جلك واُستخدم كمستودع.

## العمارة
تم استخدام الملاط الكلسي، أحجار النهر، والطوب في بناء المسجد. يبلغ طوله 21.3 مترًا، عرضه 18 مترًا، وارتفاعه 5.4 أمتار. يحتوي على 12 نافذة، باب واحد، محراب، و8 أعمدة من الطوب. لا يحتوي المسجد على مئذنة. السقف والأرضية مصنوعان من الخشب، والمحراب بسيط وارتفاعه 4 أمتار.

## وصلات خارجية
- مسجد قرية جوللوك يحتاج إلى ترميم جاد / أحمد شاهيدوف